# Most Djurgården
Most Djurgården (szw. Djurgårdsborn) – most nad Djurgårdsbrunnsviken w Sztokholmie znajdujący się w centrum miasta. Most łączy wyspę Djurgården z resztą miasta.
Most oddano do użytku w dniach poprzedzających otwarcie Sztokholmskiej Wystawy Sztuki i Przemysłu w maju 1897 roku. Most jest ozdobiony jest żeliwnymi balustradami w stylizowanych roślin wodnych. W czasie budowy Szwecję i Norwegię łączyła unia, więc na centralnym przęśle widnieje monogram króla Oskara II i motto: Dobrobyt bliźniaczych narodów. Patron Sztokholmu, św. Eryk, przedstawiony został na filarze wśród lilii wodnych i wizerunków bóstw morskich.